# Cantonul Caudebec-en-Caux
Cantonul Caudebec-en-Caux este un canton din arondismentul Rouen, departamentul Seine-Maritime, regiunea Haute-Normandie, Franța.

## Comune
| Comune                      | Populație (1999) | Cod poștal | Cod INSEE |
| --------------------------- | ---------------- | ---------- | --------- |
| Anquetierville              | 337              | 76490      | 76022     |
| Caudebec-en-Caux            | 2 342            | 76490      | 76164     |
| Heurteauville               | 304              | 76940      | 76362     |
| Louvetot                    | 575              | 76490      | 76398     |
| La Mailleraye-sur-Seine     | 1 833            | 76940      | 76401     |
| Maulévrier-Sainte-Gertrude  | 905              | 76490      | 76418     |
| Notre-Dame-de-Bliquetuit    | 559              | 76940      | 76473     |
| Saint-Arnoult               | 1 356            | 76490      | 76557     |
| Saint-Aubin-de-Crétot       | 474              | 76190      | 76559     |
| Saint-Gilles-de-Crétot      | 268              | 76490      | 76585     |
| Saint-Nicolas-de-Bliquetuit | 492              | 76940      | 76625     |
| Saint-Nicolas-de-la-Haie    | 379              | 76490      | 76626     |
| Saint-Wandrille-Rançon      | 1 172            | 76490      | 76659     |
| Touffreville-la-Cable       | 354              | 76170      | 76701     |
| Vatteville-la-Rue           | 890              | 76940      | 76727     |
| Villequier                  | 808              | 76490      | 76742     |